# Skilled Park
Le Skilled Park est un stade situé à Robina, dans la banlieue du Gold Coast, en Australie. 
La construction du stade a commencé en 2006 et s'est finie en février 2008, juste à temps pour le début de la saison de National Rugby League, puisque le principal hôte du stade, est l'équipe de rugby à XIII des Gold Coast Titans.

## Description
Le Skilled Park est une petite version du Suncorp Stadium de Brisbane. En effet, c'est la même compagnie qui a été chargée de la conception de ces deux stades du Queensland. Le projet a été financé par le gouvernement du Queensland. 

## Utilisations
Le Skilled Park a accueilli des matchs de la coupe du monde de rugby à XIII, qui s'est déroulée en Australie, en 2008. À partir de 2009, la nouvelle équipe du championnat australien de football, Gold Coast United FC y joue ses matchs à domicile.
Le record d'affluence du stade (27 176 spectateurs) a été établi le 18 avril 2008, lors du derby entre les 2 équipes de rugby à XIII de Brisbane et du Gold Coast.
Depuis 2011, le stade accueille l'étape australienne de l'IRB Sevens World Series, championnat de rugby à sept.

## Évènements
- Coupe du monde de rugby à XIII 2008
- Coupe du monde de rugby à XV 2027